# Cena de Emaús

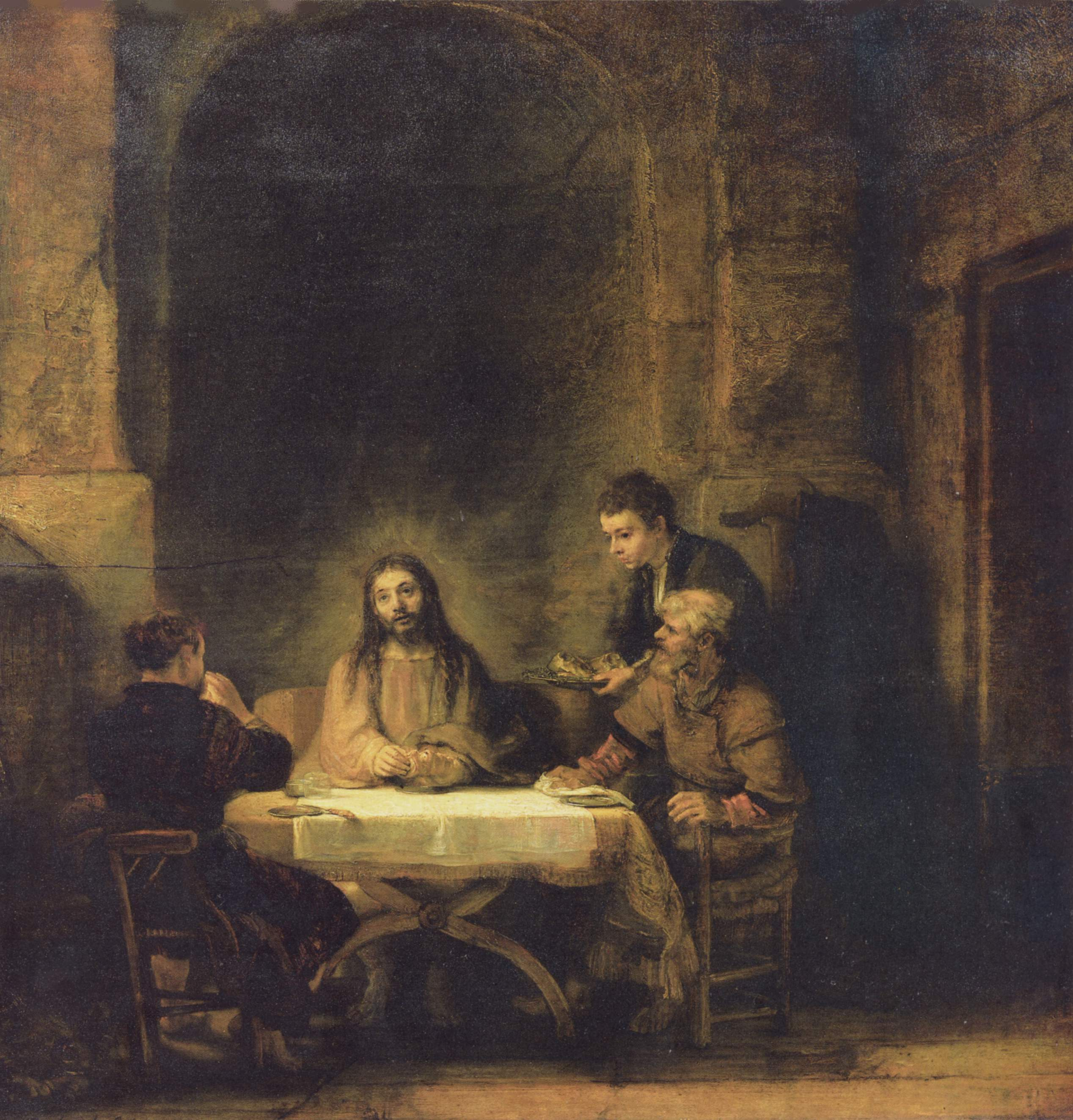
La cena en Emaús (1648), de Rembrandt. Se conserva en el Museo del Louvre.

La cena de Emaús o los discípulos de Emaús es el nombre con que se identifica un relato del Evangelio de Lucas (Lucas 24:13-35) que no guarda paralelismo con ningún otro del Nuevo Testamento, con la salvedad de una muy acotada referencia en Marcos 16:12-13. El pasaje narra la aparición de Jesús resucitado a dos discípulos suyos de camino a la aldea de Emaús, la forma en que lo invitaron a pernoctar y cómo lo reconocieron durante la cena, en la fracción del pan. Los matices psicológicos de sus personajes otorgan un carácter único al pasaje, que fue analizado y reflexionado largamente por biblistas, exégetas y místicos, y a través del tiempo tornó en un tema muy tratado en el arte. Fue el pasaje dilecto del filósofo Jean Guitton:

Si hubiera que escoger en todo el Evangelio una sola escena que lo resumiese todo, no lo dudaría un momento, escogería la de los discípulos de Emaús.
Jean Guitton (1956), Jésus. Ed. Grasset, p. 433

## Episodio cristiano
Según el capítulo 24 del Evangelio de San Lucas, dos discípulos, uno de los cuales se llama Cleofás y otro cuya identidad no se desvela, apenados y temerosos por la muerte de Cristo que han presenciado, huyen de Jerusalén y llegan hasta Emaús, donde se disponen a cenar en compañía de un extraño con el que han hablado por el camino de los recientes sucesos y que les reprocha su falta de fe. No se percatan de quién es el misterioso viajero hasta que reconocen su gesto al partir el pan, momento en que el desaparece. Esa y otras exégesis son las que suelen hacerse en el comentario a este pasaje evangélico, propio de la liturgia católica del Tercer Domingo de Pascua (durante el ciclo A) o de las misas vespertinas del Domingo de Pascua de Resurrección (Ciclos A, B y C).

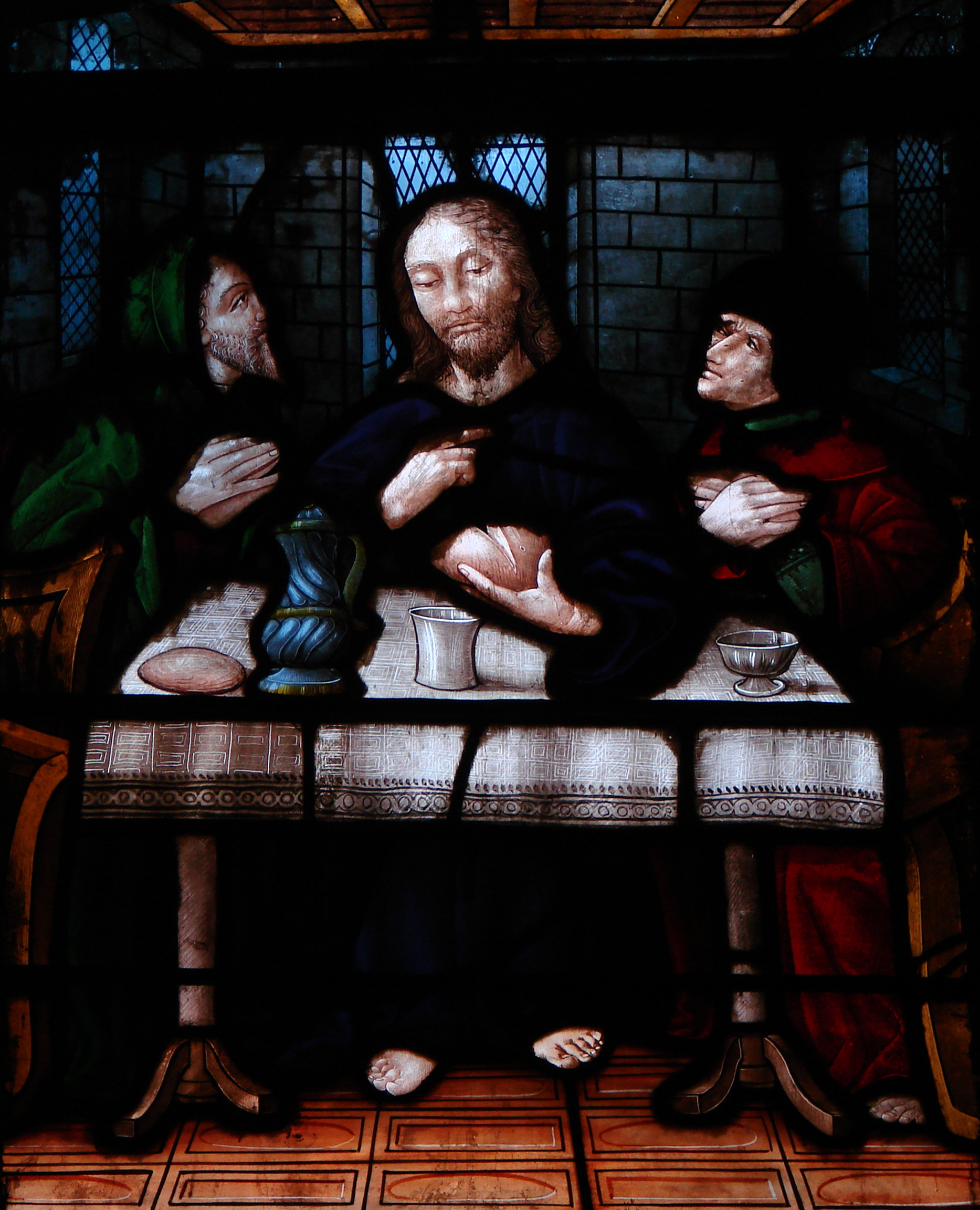
Vidriera de la catedral de Auch.
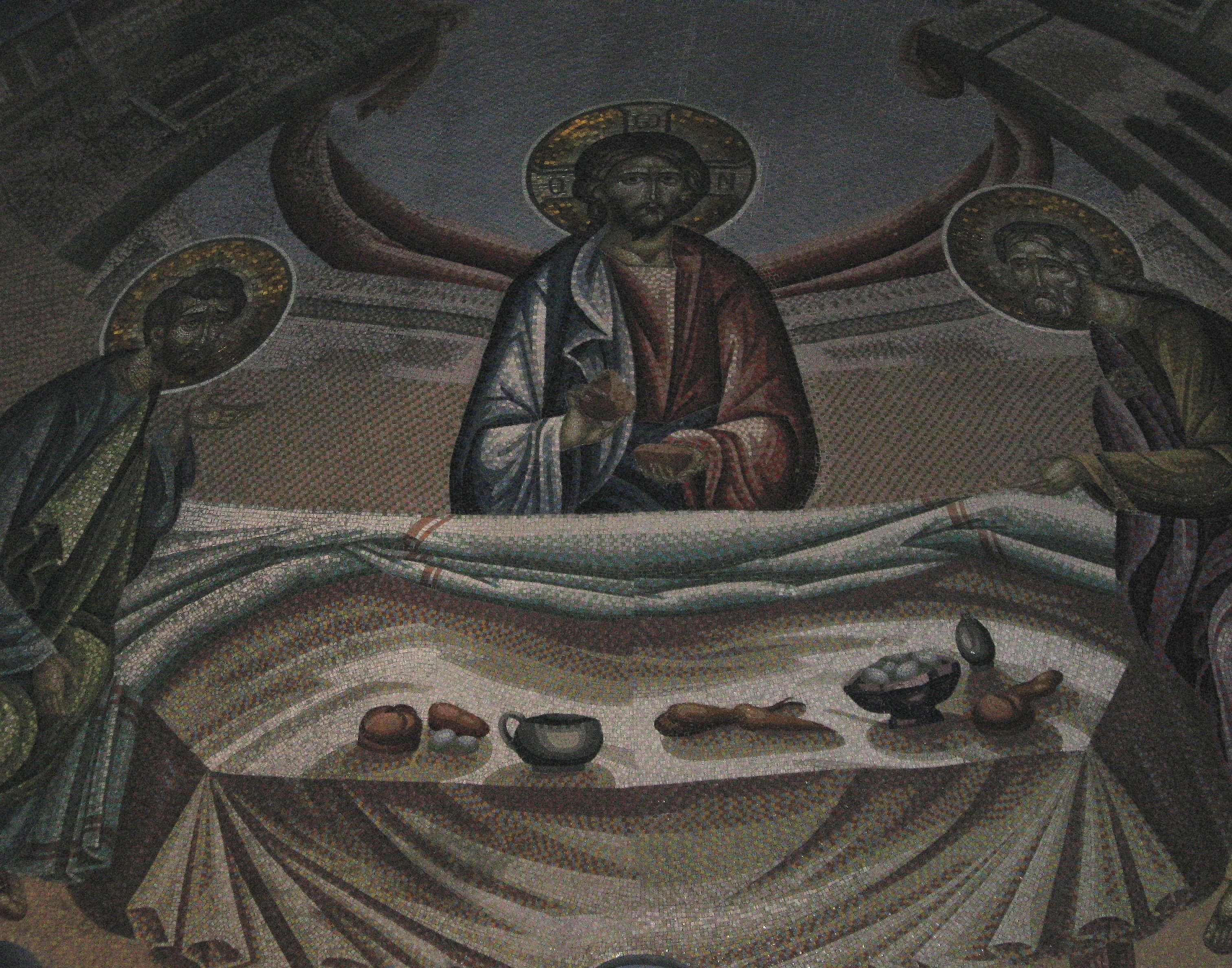
Mosaico de la catedral de Cluj-Napoca.
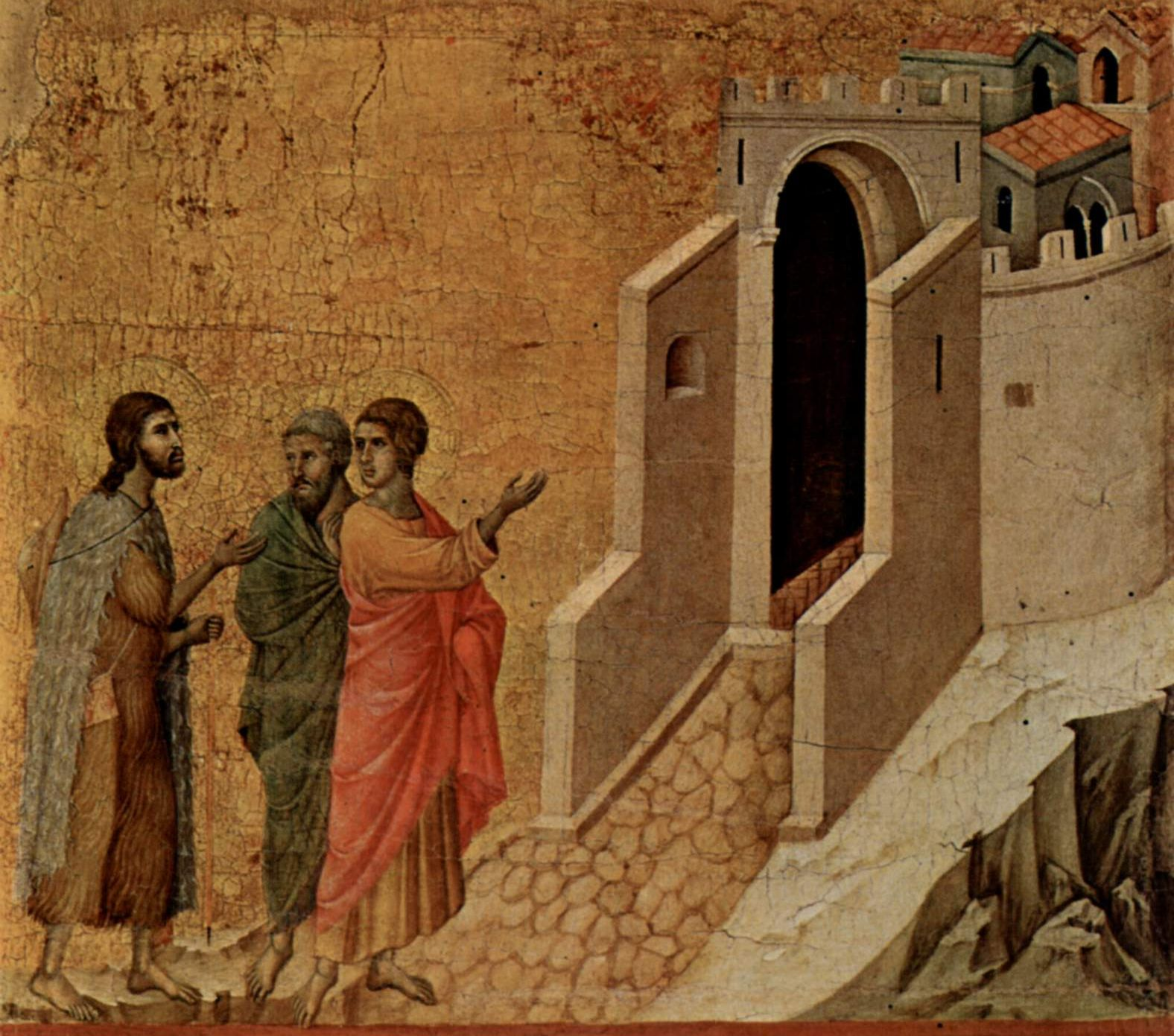
Tabla al temple de Duccio di Buoninsegna.
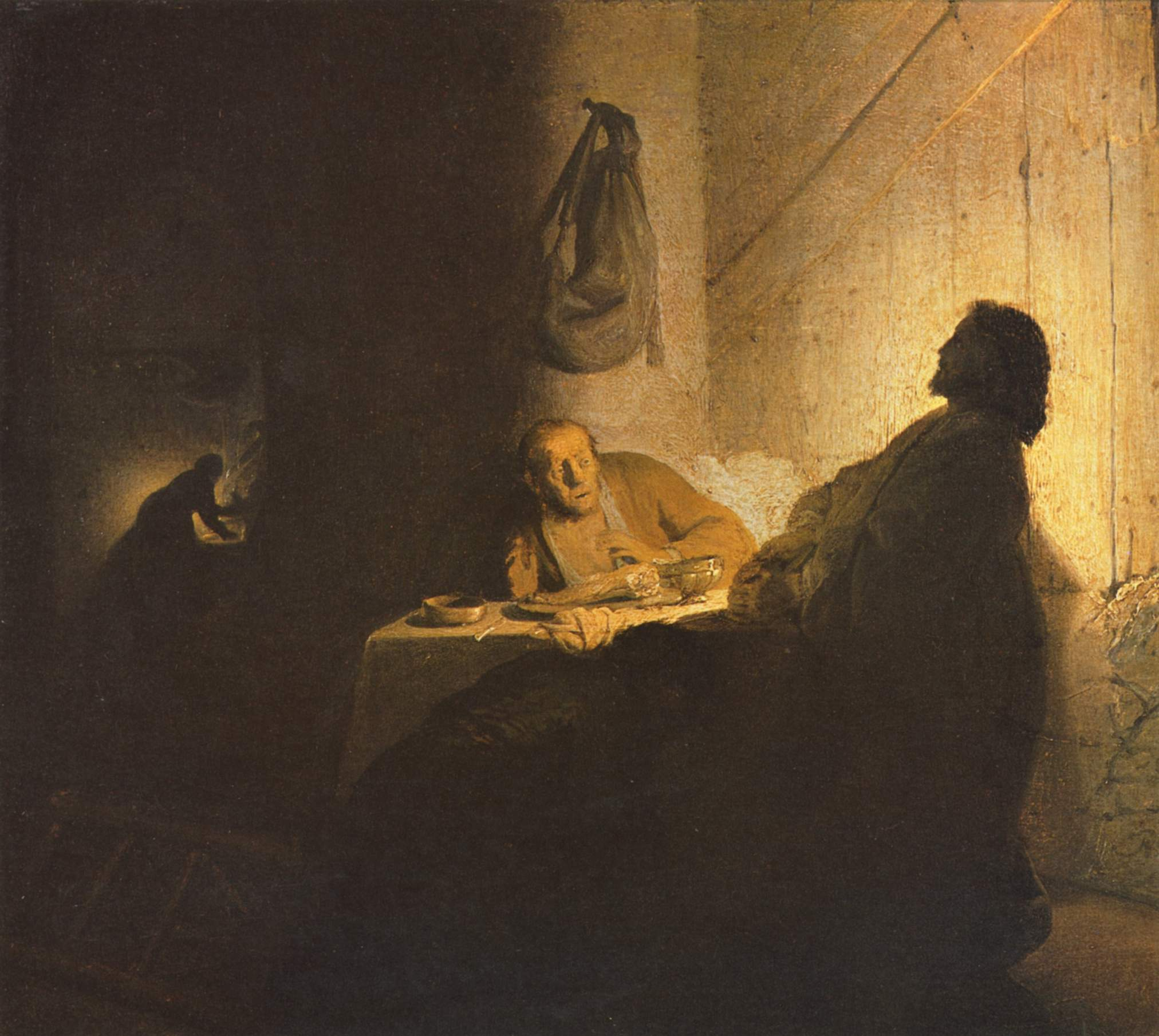
Óleo sobre panel de Rembrandt.
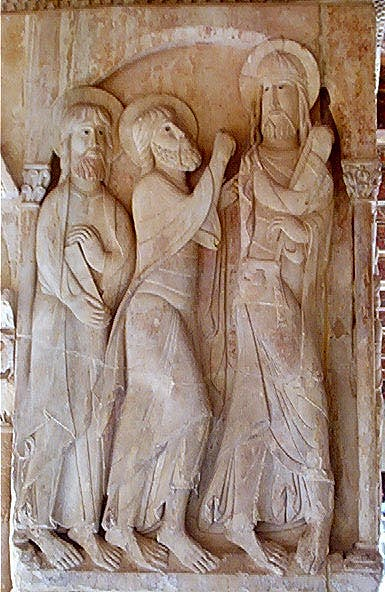
Detalle del claustro de Santo Domingo de Silos.

## Tratamiento pictórico
Dos cuadros de Caravaggio:
- Los discípulos de Emaús (Milán)
- Los discípulos de Emaús (Caravaggio, Londres)

Dos cuadros y dos grabados de Rembrandt:
- 1648, Louvre[4]
- 1629, Museo Jacquemart-André[5]
- Grabado de 1639[6]
- Grabado de 1654[7]

La más famosa falsificación de Han van Meegeren, en el estilo de Vermeer, de 1937.
Cuadros de muchos otros artistas:
- Jules Robert Auguste
- Francesco Bassano el Joven
- Jacopo Bassano
- Duccio di Buoninsegna
- Benedetto Gennari el Viejo (1628, Pinacoteca Civica di Cento)
- Vittore Carpaccio
- Vincenzo Catena
- Philippe de Champaigne
- Albrecht Dürer
- Mateo Gilarte
- Jacob Jordaens
- Giuseppe Marullo
- Marco Marziale1506, Panel, 122 x 141 cm. Gallerie dell'Accademia, Venice[9]
- Pedro Orrente
- Mathias Stomer
- Tintoretto
- Tiziano
- Velázquez
- Paolo Veronese
- Francisco de Zurbarán#La comida en Emaús[10]

## Tratamiento literario
En literatura, el tema de la cena de Emaús se ha tratado al menos desde el siglo XII, cuando el poeta Laurentius de Durham lo desarrolla en un poema latino semidramático.